# Chrysogaster virescens
Chrysogaster virescens là một loài ruồi trong họ Ruồi giả ong (Syrphidae). Loài này được Loew mô tả khoa học đầu tiên năm 1854. Chrysogaster virescens phân bố ở vùng Cổ Bắc giới (Đan Mạch)